# Jan Tauer
Jan Tauer (Düsseldorf, 26 agosto 1983) è un ex calciatore tedesco, di ruolo difensore.

## Carriera
Dopo aver mosso i primi passi in squadre minori come FC Tannenhof e TSV Eller 04, Tauer è entrato nel settore giovanile della principale squadra della sua città, il Fortuna Düsseldorf. Incluso in prima squadra nel 2001, rimase per due ulteriori stagioni prima del suo passaggio al Uerdingen nel 2003 dove giocò per una stagione in Regionalliga Nord. Dal 2004 al 2007 ha militato nell'Eintracht Braunschweig, con cui ha conquistato la promozione in 2. Bundesliga al termine del suo primo anno di permanenza in rosa.
Nel 2007 è approdato in Svezia, al Djurgården, rimanendovi fino al termine del suo contratto con scadenza 31 dicembre 2009, non rinnovato nonostante egli fosse molto popolare tra il pubblico. Nella sua ultima partita in maglia Djurgården, Tauer ha segnato un gol fondamentale per evitare la retrocessione: la formazione stoccolmese aveva perso lo spareggio-salvezza di andata per 2-0 contro l'Assyriska, ma al ritorno è riuscita a vincere 3-0 dopo i tempi supplementari, con la marcatura iniziale ad opera del difensore tedesco.
Rimasto svincolato, Tauer è rientrato in patria per giocare dal gennaio 2012 nell'Osnabrück, terza serie nazionale, formazione che nel giro di due stagioni ha fatto registrare una promozione e una retrocessione.
Il tedesco ha poi iniziato la stagione 2012-2013 all'Iraklis Psachna, nella seconda serie greca, prima di tornare in Svezia all'IK Brage nell'inverno 2013, giocando anche in questo caso nella seconda serie locale. Nell'agosto 2013 ha accettato l'offerta della squadra dilettantistica svedese FC Andrea Doria militante in Division 4, il sesto livello del calcio locale. Division 4 è anche il campionato della sua squadra successiva, il Viggbyholms IK.

## Palmarès

### Club

#### Competizioni nazionali
- 3. Liga: 1

Osnabrück: 2009-2010